# Tradicionalna medicina
Tradicionalna medicina je izraz, ki ga nekateri uporabljajo za tisti del zdravilstva, ki izhaja iz ljudskega znanja , drugi pa ga uporabljajo v obratnem pomenu, torej kot sinonim za (uradno) medicino .